# Hrabstwo Lamoille
Hrabstwo Lamoille (ang. Lamoille County) – hrabstwo w stanie Vermont w Stanach Zjednoczonych. Obszar całkowity hrabstwa obejmuje powierzchnię 463,75 mil² (1201,11 km²). Według szacunków United States Census Bureau w roku 2009 miało 24 475 mieszkańców.
Hrabstwo powstało w 1835 roku. 

## Gminy (town)
- Belvidere
- Cambridge
- Eden
- Elmore
- Hyde Park
- Johnson
- Morristown
- Stowe
- Waterville
- Wolcott[4]

## CDP
- Stowe

## Wsie (village)

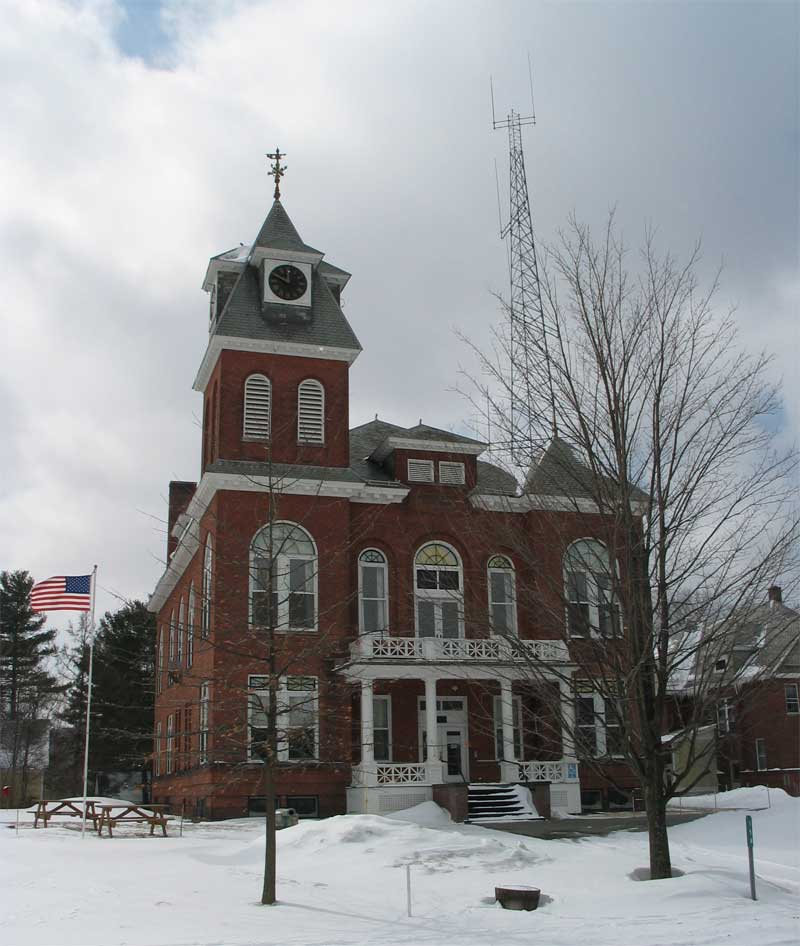
Budynek administracji hrabstwa (courthouse) w Hyde Park

- Cambridge
- Hyde Park
- Jeffersonville
- Johnson
- Morrisville

| Populacja hrabstwa w poprzednich latach | Populacja hrabstwa w poprzednich latach |
| Rok                                     | Liczba ludności                         |
| --------------------------------------- | --------------------------------------- |
| 1980                                    | 16 769                                  |
| 1990                                    | 19 735                                  |
| 2000                                    | 23 233                                  |
| 2005                                    | 24 495                                  |